# Unidos de Tubiacanga
Grêmio Recreativo Bloco Carnavalesco Unidos de Tubiacanga é um bloco de enredo da cidade do Rio de Janeiro, sendo localizado no sub-bairro de Tubiacanga, na Ilha do Governador.
Entre os anos de 2006 a 2009, alternou entre os grupos 1 e 2 dos blocos de enredo. Em 2010, foi o quinto bloco a desfilar pelo Grupo 2, na Intendente Magalhães (a quarta agremiação programada para a noite, Tigre de Bonsucesso, não desfilou). Apresentou o enredo "Dos olhos do pequeno príncipe Maué nasce a planta da vida, o guaraná, dádiva de Tupã". No ano shguinte, terminou  entre os quatro últimos blocos no grupo 2, desfilando em 2012, na Rua Cardoso de Moraes, em Bonsucesso.
Após terminar em último lugar entre nove blocos no ano de 2015, foi suspenso dos desfiles oficiais de 2016,mais voltando em 2017.

## Segmentos

### Presidentes
| Nome                       | Mandato        | Ref. |
| -------------------------- | -------------- | ---- |
| Paulo Sergio do Nascimento | ? - atualidade |      |

## Carnavais
| Ano  | Colocação   | Grupo   | Enredo                                                                               | Carnavalesco                 | Intérprete | Ref.   |
| ---- | ----------- | ------- | ------------------------------------------------------------------------------------ | ---------------------------- | ---------- | ------ |
| 2006 | 9°lugar     | 1–Bloco | Tubiacanga canta o eterno poeta Imperiano:Silas de Oliveira                          | Zezé de Oiá e Jorge D’Oxóssi |            | [ 3 ]  |
| 2007 | Vice-campeã | 2-Bloco | Cinco mil anos de história, O esporte valorizando a vida                             | Zezé de Oiá e Jorge D’Oxóssi |            | [ 4 ]  |
| 2008 | 10° lugar   | 1–Bloco | O Mestre dos Mestres: Odilon é Dez!                                                  | Zezé de Oiá e Jorge D’Oxóssi |            | [ 5 ]  |
| 2009 | 5° lugar    | 2-Bloco | Sorte tem quem acredita nela                                                         | Zezé de Oiá e Jorge D’Oxóssi |            | [ 6 ]  |
| 2010 | 7º lugar    | 2-Bloco | Dos olhos do pequeno príncipe Maué nasce a planta da vida, o guaraná, dádiva de Tupã | Comissão de Carnaval         |            | [ 7 ]  |
| 2011 | 8° lugar    | 2-Bloco | O circo chegou, Tem explosão de alegria                                              | Comissão de Carnaval         |            | [ 8 ]  |
| 2012 | 6° lugar    | 3-Bloco | Do Criador veio o artista, como artista carnaval, Guilherme Alexandre “Fenomenal”    | Josemar Santos               |            | [ 9 ]  |
| 2013 | 7º lugar    | 3-Bloco | Sou mulher e sou guerreira, Se vier com violência “Maria da Penha” e di primeira     | Josemar Santos               |            | [ 10 ] |
| 2014 | 3º lugar    | 4-Bloco | A sorte está lançada, façam as suas apostas!                                         | Zilmar Salles                |            | [ 11 ] |
| 2015 | 9º lugar    | 3-Bloco | Bonecas, um artesanato elaborados por mãos habilidosas                               | Wanderson Santos             |            |        |
| 2017 |             | 2-Bloco |                                                                                      |                              |            |        |

- Commons